# José María Morelos y Pavón, Copainalá
José María Morelos y Pavón är en ort i Mexiko.   Den ligger i kommunen Copainalá och delstaten Chiapas, i den sydöstra delen av landet, 700 km öster om huvudstaden Mexico City. José María Morelos y Pavón ligger 1 257 meter över havet och antalet invånare är 404.
Terrängen runt José María Morelos y Pavón är kuperad västerut, men österut är den bergig. Runt José María Morelos y Pavón är det ganska glesbefolkat, med 47 invånare per kvadratkilometer. Närmaste större samhälle är Copainalá, 7,1 km söder om José María Morelos y Pavón. I omgivningarna runt José María Morelos y Pavón växer i huvudsak städsegrön lövskog.